# Ronit Meroz
Ronit Meroz (hebräisch רונית מרוז;  geboren 25. Februar 1970 in Jaffa, Israel) ist Hochschullehrerin am Institut für jüdische Philosophie und Talmud der Universität Tel Aviv (TAU) und unterrichtet auch im TAU „Liberal-Arts-International-Programm“. Ein wichtiger Forschungsschwerpunkt ist die literaturgeschichtliche Aufarbeitung, inklusive der Quellen des Sohars. 

## Leben und Wirken
Meroz wurde an der Hebräischen Universität Jerusalem ausgebildet, wo sie ihren B.Sc. in Mathematik und Philosophie erwarb. Es folgte der MA, in der Zeit von 1978 bis 1980, in jüdischer Philosophie und über die Kabbala; Thema der Masterarbeit: Prophecy in the Lurianic Kabbalah (Prophetie in der lurianischen Kabbala, hebräisch נבואה במחשבה הלוריאנית.) ihr Supervisor war Moshe Idel. Ihre Doktorarbeit Ph.D., zum Thema: Redemption in the Lurianic Kabbalah (Erlösung in der lurianischen Kabbala, hebräisch גאולה בתורת האר"י) betreute als Doktorvater ebenfalls Moshe Idel, sie schloss das Promotionsverfahren 1988 ab. Bald nach Abschluss ihrer Dissertation begann sie an derselben Universität zu unterrichten, bevor sie eine Anstellung als Universitätsprofessorin an der Universität Tel Aviv erhielt. 
Ronit war 1995 Postdoktorandin und wissenschaftliche Mitarbeiterin am „Herbert D. Katz Center for Advanced Judaic Studies“ an der University of Pennsylvania in Philadelphia. Dann im Jahre 1999 war sie Fellow in der Forschungsgruppe „Zoharic Literature“ am Israel Institute for Advanced Studies in Jerusalem und 2004 bis 2005 in der Forschungsgruppe „Literary Dimensions of Jewish Religious Discourse“ desselben Instituts. 
Ihre Forschungsschwerpunkte umfassen das Studium jüdischer mystischer Texte, von Sefer ha-Zohar und früheren Texten aus der Stadt Safed, wobei sie eine Kombination verschiedener Methoden (historisch, philologisch, kodikologisch, literarisch und ideengeschichtlich). Sie entwickelte das „Zohar-Projekts“ ein ehrgeiziges Forschungsprojekt, das sie leitet und das von der Israelischen Akademie der Wissenschaften finanziert wird. Ziel dieses Projekts ist die Katalogisierung aller erhaltenen Manuskripte vor der Erstellung einer kritischen Ausgabe des Textes. Die verstorbene Ada Rapoport-Albert, eine frühere Teilnehmerin dieses Seminars, war ebenfalls Mitglied des Forschungsteams.
Sie arbeitete mit Daniel. C. Matt zusammen, indem sie einen umfassenden Katalog aller bekannten Manuskripte des Buches Sohar erstellte, der die Grundlage für die künftige wissenschaftliche Ausgabe des Buches Sohar bilden soll und Matt bei der Herausgabe der „Pritzker-Ausgabe“, einer englischsprachigen Übersetzung des Buches Sohar half.
Sie ist mit Eylon Meroz verheiratet und hat mit ihrem Mann drei Kinder.

## Auszeichnungen
Sie wurde mit dem „Gershom-Scholem-Preis“ 2022 und dem „Jitzhak-Ben-Zvi-Preis“ 2015 ausgezeichnet.

## Veröffentlichungen (Auswahl)
- Zohar.The Pearl, the Matza and the Fish - The Spiritual Biography of Rashbi. Mossad Bialik, Jerusalem.
- Zohar. New Developments in Zohar Studies, Te'uda 21-22 (2007), edited by R. Meroz, The Chaim Rosenberg School of Jewish Studies, Tel-Aviv University
- Zohar. Headwaters of the Zohar – Research and Editions of Zohar, Exodus. The Haim Rubin Tel Aviv University Press, Tel Aviv
- Lurianic Kabbalah  'Or Hagganuz by R. Abraham Azulai  Kiryat Sefer 60 (1985), S. 310–324.
- Kabbalah in Safed. 'The circle of R. Moshe be Makhir and Its Regulations' Pe'amim 31 (1987), S. 40–61.
- Lurianic Kabbalah 'Selections from Ephraim Penzieri: Luria's Sermon in Jerusalem and the Kavanah in Taking Food. In: R. Elior, J. Dan (Hrsg.): Proceedings of the Fourth International Conference on the History of Jewish Mysticism – Lurianic Kabbalah. Jerusalem Studies in Jewish Thought 10, (1992), S. 211–258.
- The Kabbalah of Saruq 'R. Yisrael Sarug – Luria's Disciple.  A Research Controversy Reconsidered', Da'at 28 (1992), S. 41–50.
- Lurianic Kabbalah 'Early Lurianic Writings' In: Michal Oron, Amos Goldreich (Hrsg.): Massu'ut – Ephraim Gottlieb. Memorial Volume, Tel-Aviv 1994, S. 311–338.
- Headwaters of the Zohar - Analysis & Annotated. Critical Edition of Parashat Exodus of the Zohar Tel Aviv 2019

- zusammen mit Maren R. Niehoff, Ronit Meroz, Jonathan Garb (Hrsg.): And This is for Yehuda. Studies Presented to our Friend, Professor Yehuda Liebes, on the Occasion of his Sixty-Fifth Birthday. Bialik Institute, Jerusalem, Mandel Institute of Jewish Studies, The Hebrew University of Jerusalem, Jerusalem 2012, ISBN 978-965-536-088-2.